# Српска православна црква Св. Николе у Јаши Томићу
Црква св. Николе подигнута је 1746. године у барокном маниру. Једнобродна грађевина засведена је полуобличастим сводом, док певнице образују трансепт стварајући утисак крстообразне основе. Олтарска апсида захвата ширину брода, а масивни торањ на западном прочељу излази из равни фасаде и ослања се на два масивна стуба. Грађевина је споља оживљена кордонским венцима и слепим аркадама и нишама у две зоне. Степениште за торањ смештено је споља, уз западну фасаду.
Најстарије сликарство из 1755. године у цркви – два фреско фрагмента фигура ратника у олтару и царске двери са старог иконостаса – вероватно су рад групе зографа из круга Недељка и Шербана Поповића. Засновани на традиционалном схватању сликарства, ови радови снажног колорита показују просечне уметничке квалитете. Четири сачуване престоне иконе Павела Петровића из 1839. године, крупних, меко моделованих форми и мирног колорита, откривају портретске склоности аутора. Дрворезбарски радови на данашњем иконостасу класицистичке конструкције изведени су у првој половини XIX века. Осликавање иконостаса сажетог програма и свода наоса са представом Саваота у слави извео је 1905. године Стеван Алексић у импресионистичком маниру минхенског круга. Поштујући моделацију и форму, он лаком и разиграном палетом наглашава декоративност.

## Галерија
- Црква Светог Николе у Јаши Томићу
- Западна фасада
- Јужна фасада
- Ентеријер
- Зидно сликарство свода
- Царске двери